# Edvige di Brunswick-Lüneburg
Edvige di Brunswick-Lüneburg (Wolfenbüttel, 9 febbraio 1595 – Szczecinek, 26 giugno 1650) per nascita appartenente al ducato di Brunswick-Wolfenbüttel e, per matrimonio, duchessa di Pomerania.

## Biografia
Edvige di Brunswick-Lüneburg nacque il 9 febbraio 1595 da Enrico Giulio di Brunswick-Lüneburg ed Elisabeth di Danimarca che era figlia di Federico II di Danimarca. Fra i fratelli e le sorelle di Edvige si ricorda Cristiano di Brunswick, Vescovo di Halberstadt.
Il 7 febbraio 1619 Edvige si sposò con Ulrich, Duca di Pomerania (12 agosto 1589-31 ottobre 1622) Vescovo di Cammin, il matrimonio terminò con la morte di lui avvenuta all'età di trentatré anni senza che vi fossero stati dei figli. Fra i membri della corte di Edvige si ricorda Christopher di Hoym che divenne in seguito parte della corte di Boghislao XIV di Pomerania, ultimo duca di Pomerania.
Dopo essere rimasta vedova Edvige si ritirò presso Szczecinek dove visse nel castello locale fino alla morte avvenuta ventotto anni dopo conservando il seguito numeroso che aveva avuto sia nel suo palazzo di nascita che in quello di moglie tanto che nel 1649 la sua corte contava sessantacinque membri. Edvige si vestì a lutto per il resto dei suoi giorni e si dedicò essenzialmente alle opere di carità donando somme considerevoli sia ai poveri che alle chiese.
Edvige pare sia stata una donna di talento e di gradevole aspetto, sapeva suonare il liuto e scrivere i testi per gli inni ed è a lei che si attribuisce il canto Auf, Zion auf, Tochter säume nicht. Negli anni perse quasi tutti i suoi fratelli e sorelle, il casato dei Greifen, in cui era entrata per matrimonio, finì e la Guerra dei trent'anni saccheggiò grandemente le sue terre. Le lamentele che scrisse a Cristina di Svezia e al cugino Cristiano IV di Danimarca caddero nel vuoto. Nel 1630 per scappare dalla Peste Edvige si rifugiò nel villaggio di Bobolice e l'anno seguente, nonostante le proteste del duca di Pomerania in carica, nominò Gregor Lagus, allora Rettore della Scuola di Latino di Kołobrzeg, Prevosto di Szczecinek. Sempre nello stesso paese, nel 1640, fondò una scuola lasciandole anche una certa somma di denaro a condizione che l'istituto non venisse mai spostato cosa che rese impossibili i tentativi di portarlo altrove.
Nel 1642 Edvige venne ferita durante un tentativo di rapimento da parte di alcuni nobili polacchi tentativo legato, probabilmente ai negoziati in essere dove Edvige chiedeva un incremento delle proprie entrate allora in calo.
Nel proprio testamento nominò quale erede Federico Guglielmo I di Brandeburgo.
Edvige morì di vaiolo il 26 giugno 1650 e quattro anni dopo venne definitivamente traslata nella cripta ducale di Darłowo.

## Ascendenza
|                                                                                      |                                    |                                                         | Genitori                                               |  |  | Nonni |  |  | Bisnonni                                            |  |  | Trisnonni                                              |  |
|                                                                                      |                                    |                                                         |                                                        |  |  |       |  |  | 8. Enrico V, XIV principe di Brunswick-Wolfenbüttel |  |  | 16. Enrico IV, XIII principe di Brunswick-Wolfenbüttel |  |
|                                                                                      |                                    |                                                         |                                                        |  |  |       |  |  | 8. Enrico V, XIV principe di Brunswick-Wolfenbüttel |  |  | 16. Enrico IV, XIII principe di Brunswick-Wolfenbüttel |  |
|                                                                                      |                                    | 17. Caterina di Pomerania-Wolgast                       |                                                        |  |  |       |  |  | 8. Enrico V, XIV principe di Brunswick-Wolfenbüttel |  |  |                                                        |  |
| 4. Giulio, XV principe di Brunswick-Wolfenbüttel e VI principe di Calenberg          |                                    |                                                         |                                                        |  |  |       |  |  | 8. Enrico V, XIV principe di Brunswick-Wolfenbüttel |  |  |                                                        |  |
|                                                                                      |                                    | 9. Maria di Württemberg-Mömpelgard                      | 18. Enrico, I conte di Württemberg-Mömpelgard          |  |  |       |  |  |                                                     |  |  |                                                        |  |
|                                                                                      |                                    | 9. Maria di Württemberg-Mömpelgard                      | 18. Enrico, I conte di Württemberg-Mömpelgard          |  |  |       |  |  |                                                     |  |  |                                                        |  |
|                                                                                      |                                    | 9. Maria di Württemberg-Mömpelgard                      | 19. Eva di Salm                                        |  |  |       |  |  |                                                     |  |  |                                                        |  |
| 2. Enrico Giulio, XVI principe di Brunswick-Wolfenbüttel e VII principe di Calenberg |                                    | 9. Maria di Württemberg-Mömpelgard                      |                                                        |  |  |       |  |  |                                                     |  |  |                                                        |  |
|                                                                                      |                                    | 10. Gioacchino II, XII principe elettore di Brandeburgo | 20. Gioacchino I, XI principe elettore di Brandeburgo  |  |  |       |  |  |                                                     |  |  |                                                        |  |
|                                                                                      |                                    | 10. Gioacchino II, XII principe elettore di Brandeburgo | 20. Gioacchino I, XI principe elettore di Brandeburgo  |  |  |       |  |  |                                                     |  |  |                                                        |  |
|                                                                                      |                                    | 10. Gioacchino II, XII principe elettore di Brandeburgo | 21. Elisabetta di Danimarca                            |  |  |       |  |  |                                                     |  |  |                                                        |  |
| 5. Edvige di Brandeburgo                                                             |                                    | 10. Gioacchino II, XII principe elettore di Brandeburgo |                                                        |  |  |       |  |  |                                                     |  |  |                                                        |  |
|                                                                                      |                                    | 11. Edvige di Polonia                                   | 22. Sigismondo I, re di Polonia e granduca di Lituania |  |  |       |  |  |                                                     |  |  |                                                        |  |
|                                                                                      |                                    | 11. Edvige di Polonia                                   | 22. Sigismondo I, re di Polonia e granduca di Lituania |  |  |       |  |  |                                                     |  |  |                                                        |  |
|                                                                                      |                                    | 11. Edvige di Polonia                                   | 23. Barbara Zápolya                                    |  |  |       |  |  |                                                     |  |  |                                                        |  |
| 1. Edvige di Brunswick-Wolfenbüttel                                                  |                                    | 11. Edvige di Polonia                                   |                                                        |  |  |       |  |  |                                                     |  |  |                                                        |  |
|                                                                                      | 12. Cristiano III, re di Danimarca | 24. Federico I, re di Danimarca                         |                                                        |  |  |       |  |  |                                                     |  |  |                                                        |  |
|                                                                                      | 12. Cristiano III, re di Danimarca | 24. Federico I, re di Danimarca                         |                                                        |  |  |       |  |  |                                                     |  |  |                                                        |  |
|                                                                                      | 12. Cristiano III, re di Danimarca | 25. Anna di Brandeburgo                                 |                                                        |  |  |       |  |  |                                                     |  |  |                                                        |  |
| 6. Federico II, re di Danimarca                                                      | 12. Cristiano III, re di Danimarca |                                                         |                                                        |  |  |       |  |  |                                                     |  |  |                                                        |  |
|                                                                                      |                                    | 13. Dorotea di Sassonia-Lauenburg                       | 26. Magnus I, IV duca di Sassonia-Lauenburg            |  |  |       |  |  |                                                     |  |  |                                                        |  |
|                                                                                      |                                    | 13. Dorotea di Sassonia-Lauenburg                       | 26. Magnus I, IV duca di Sassonia-Lauenburg            |  |  |       |  |  |                                                     |  |  |                                                        |  |
|                                                                                      |                                    | 13. Dorotea di Sassonia-Lauenburg                       | 27. Caterina di Brunswick-Wolfenbüttel                 |  |  |       |  |  |                                                     |  |  |                                                        |  |
| 3. Elisabetta di Danimarca                                                           |                                    | 13. Dorotea di Sassonia-Lauenburg                       |                                                        |  |  |       |  |  |                                                     |  |  |                                                        |  |
|                                                                                      |                                    | 14. Ulrico III, II duca di Meclemburgo-Güstrow          | 28. Alberto VII, I duca di Meclemburgo-Güstrow         |  |  |       |  |  |                                                     |  |  |                                                        |  |
|                                                                                      |                                    | 14. Ulrico III, II duca di Meclemburgo-Güstrow          | 28. Alberto VII, I duca di Meclemburgo-Güstrow         |  |  |       |  |  |                                                     |  |  |                                                        |  |
|                                                                                      |                                    | 14. Ulrico III, II duca di Meclemburgo-Güstrow          | 29. Anna di Brandeburgo                                |  |  |       |  |  |                                                     |  |  |                                                        |  |
| 7. Sofia di Meclemburgo-Güstrow                                                      |                                    | 14. Ulrico III, II duca di Meclemburgo-Güstrow          |                                                        |  |  |       |  |  |                                                     |  |  |                                                        |  |
|                                                                                      |                                    | 15. Elisabetta di Danimarca                             | 30. Federico I, re di Danimarca (= 24)                 |  |  |       |  |  |                                                     |  |  |                                                        |  |
|                                                                                      |                                    | 15. Elisabetta di Danimarca                             | 30. Federico I, re di Danimarca (= 24)                 |  |  |       |  |  |                                                     |  |  |                                                        |  |
|                                                                                      |                                    | 15. Elisabetta di Danimarca                             | 31. Sofia di Pomerania                                 |  |  |       |  |  |                                                     |  |  |                                                        |  |
|                                                                                      |                                    | 15. Elisabetta di Danimarca                             |                                                        |  |  |       |  |  |                                                     |  |  |                                                        |  |